# Terefundus quadricinctus
Terefundus quadricinctus är en snäckart. Terefundus quadricinctus ingår i släktet Terefundus och familjen purpursnäckor.

## Underarter
Arten delas in i följande underarter:
- T. q. quadricinctus
- T. q. unicarinatus